# フジ スーパーオート
フジ スーパーオート (Fuji Super Auto)とは、フジ精器製作所を傘下に収めた豊和工業が開発した半自動方式の散弾銃のこと。通称フジオートと呼ばれている。

## 概要

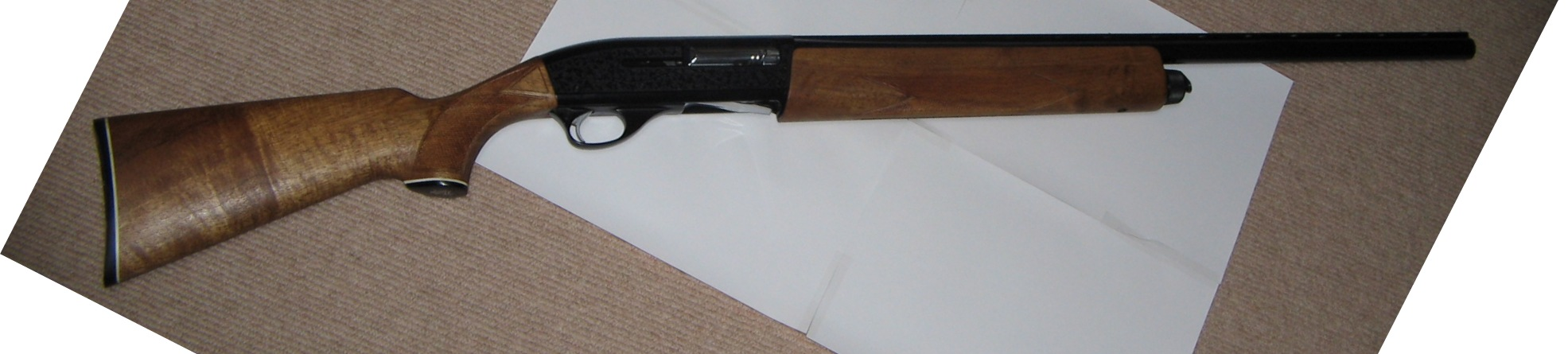
フジ・スーパーオート・M2000

1952年(昭和27年)11月に愛知県岡崎市にて銃工の板垣浩(いたがき ひろし)により創業され、戦後最初期の民間向け猟銃であるフジ号水平二連散弾銃を国内市場に供給した日本猟銃精器製作所(NRS)は、昭和30年代初頭には上下二連銃にも参入、ブローニング・スーパーポーズドに類似した構造の上下二連を製造して、米国のハーターズ・ファイアーアームズ社を通じてハーターズ・S27として輸出を行っていたが、阪場銃砲器が1956年(昭和31年)に水平二連銃のSKB ローヤルを発売すると、フジ号は価格競争力を失って晃電社共々水平二連銃からの撤退を余儀なくされてしまう。
日本猟銃精器は二連散弾銃からの撤退後は単身銃の開発に注力し、1963年(昭和38年)にブローニング・オート5を参考に、日本初の反動利用式自動散弾銃フジ ダイナミックオートを発売、昭和40年代初頭頃まではそれまで主流であった村田式散弾銃からの買い換え需要にも支えられ、好調なセールスを記録していたが、ダイナミックオートと同年にアメリカで登場したガス圧利用式オートであるレミントンM1100や、1965年登場のイタリアのベレッタ A300ガスオートが日本に輸入されてくるようになると、次第に売り上げを落としていく事となった。
日本猟銃精器は生き残りを懸け、昭和40年代中期に64式小銃や豊和M300等でガス圧利用式機構に実績がある豊和工業の傘下に入り、フジ精器製作所と改名。豊和の散弾銃製造部門として後継散弾銃の開発に乗り出す事となった。その結果、1971年(昭和46年)に日本初のガス圧利用式半自動散弾銃として登場したのが「フジ スーパーオート」である。
フジオートの原案自体は板垣により1970年代の初頭に構想され、板垣自身による技術開発と並行して、豊和工業の技術協力により撃発機構、装填数制限装置(マガジン・リミッター)、ガスピストン、送弾機構などの内部機構の開発や改良が20年余りに渡って積み重ねられていった経緯がある。

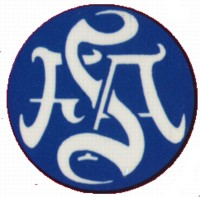
フジ スーパーオートのエンブレム。FujiSuparAutoの頭文字を表したものであり、銃床のグリップ部分やレシーバー、バットプレートなどにこのエンブレムが記入されていた。なお、フジ精器発足以前は富士山をモチーフにしたNRS Fujiロゴが使用されていた。

フジオートは日本ではダイナミックオート以来馴染みが深いフジブランドで展開されたが、海外にもOEM供給の形で輸出が行われた。米国では1972年から1984年に掛けてS&W社からS&W M1000として、1986年から1987年に掛けてはモスバーグ社でもモスバーグ M1000として販売が行われた。
昭和48年にはクレー射撃スキート競技専用モデルであるフジ パーフェクトスキート(Fuji Perfect Skeet)を追加発売。欧米のS&W、モスバーグ両社にもM1000 Super Skeetのモデル名でOEM供給された。パーフェクトスキートは当時の上下二連式スキート競技銃に比べてかなり安価であった為、ダブルクレーが多くなったスキート国際ルールが一般化するまでは、入門者を中心に高い人気を誇っていた。

## 特徴
フジオートは前身のフジ ダイナミックオートと同様にレシーバーに軽合金を多用し、当時米国で主流であったレミントンM1100に比べ同程度のサイズで400g前後の軽量化を達成していた。現在の自動銃と比べても軽量な部類に当たる為、ベテランのハンターの間ではフジオートを愛用し続ける者も多い。軽量化の工夫は多岐にわたり、銃身の機関部への差込部分や銃腔内のフォーシングコーンを他社と比較して極端に短いものとしたり、先台の木部を薄くした分、FRPで補強を行うなどの設計が行われていた。
安全装置はレミントンM1100と同様のクロスボルト式安全器。スライドリリースボタンはこのタイプのガス圧式自動銃としては珍しくレシーバーの左側に配置されていた。後年の自動銃に多く採用されたマガジンカットオフ機構は最後まで採用されなかった。
ガス圧利用機構は、豊和の技術協力により管状弾倉の先端に可変式ガスピストンを内蔵。管状弾倉をシリンダーとして内部にピストンを配置するレイアウト自体は、1956年のレミントンM58や1964年のウィンチェスターM1400といった先例が存在していたが、フジオートは世界に先駆けて「重装弾から軽装弾まで、無調整で回転する」事を実現し、これを最大のセールスポイントとしていた。当時のレミントンM1100やベレッタA300はまだガス圧利用機構が現在程熟成されておらず、装弾による相性が非常にはっきりと出る銃であった為、フジオートは特に米国市場において「作りが丁寧で確実に作動する自動散弾銃」として高い評価を得た。
なお、フジオートのガスピストンは、フジオートと同年に米国のブローニング・アームズがFNハースタルに製造委託して1980年まで発売したブローニング・B-2000と非常によく似ていたが、フジオートはB-2000よりもピストンの構造がシンプルで部品点数も少なかった。米国誌『フィールド・アンド・ストリーム』のライターであるボブ・ブリスターは、フジオートの輸出仕様であるS&W M1000とブローニング・B-2000を評して「共に非常に信頼できるガス圧利用機構を持ち、軽量であるダークホース的な銃だ。」と記していた。
64式7.62mm小銃の開発者の一人である伊藤眞吉は、1981年(昭和56年)に全日本狩猟倶楽部の会報『全猟』にフジ スーパーオート及び前身のダイナミックオートについて「日本猟銃精器の創業者は銃砲技師でもあった為、世界中の半自動散弾銃を買い集めて日夜研究を行っていた。ダイナミックオートは国産では最も早くにレシーバーに軽合金を使用した銃であるが、創業者はその安全性を実証する為に機関部からロッキングブロックをわざと省略した銃を試作し、"異常高圧で閉鎖機構が破損して脱底した"のと同じ状況を意図的に作り出し、レシーバーの耐久試験を行った。結果は発射圧で遊底がレシーバー内壁に激突し、内側に多少のキズは出来たものの、外側にまで達する変形は発生せず、人体に危害を加える可能性が無い事をガスオート共々確認した。」と開発当時のエピソードを記述しており、「このような良心的な作者の銃であれば安心して使える。」と結論づけている。
アメリカン・ライフルマン誌は、1974年6月号にて前年発売のS&W M1000をレビューしており、同銃は仕上げが丁寧であり、銃のバランスが良く持ち運びが容易である事。クロスボルト式の安全装置はボタンの作動方向を容易に反転させる事が可能である事。全米ライフル協会の試験装弾を用いて軽装から重装まで様々な実包を混在させて実射試験を行ったところ、475発中作動不良は2回しかなく、その内訳も次弾装填不良1回と、全弾発射時に遊底が後退不足を起こしてスライドストッパーに正常に掛からなかった事が1度あったのみで致命的な故障は無かった事。銃床が僅かに緩みを起こしたが床尾板を外して固定ネジを締め込む事で容易に修繕完了した事などが報告されている。

## 欠点
フジオートは前述の通り、管状弾倉の先端に英・独・仏特許取得の可変式ガスピストンを内蔵している事が特徴であったが、これが災いして当時ポンプアクション方式のレミントンM870などで一般的なオプションであった「延長式多弾倉チューブ」を装備する事が出来なかった。米国においては自動散弾銃やポンプアクション散弾銃は狩猟用のみならず、一般家庭の自衛用途（ホームディフェンス）で需要が大きかったジャンルであった為、延長式多弾倉チューブの装備の可否はその後の商品展開に大きな影響を残す事となってしまった。結局、80年代中頃には販売不振とS&W社との業務提携終了により、フジオートは米国市場から撤退する事となった。
また、管状弾倉の先端に可変式ガスピストンを内蔵している事により銃身側のガスポートの位置が制限される為、多弾数化を行うとそれまでのモデルの替え銃身が使用できなくなってしまう事も商品展開の上での欠点となった。日本市場向けのフジオートは前期型が3発弾倉、後期型が80年代初頭の銃刀法改正に合わせて2発弾倉に変更されたが、相互に銃身の互換性が無かった。
国内の競合モデルであったSKB工業のSKB M1300/M1900や、川口屋林銃砲火薬店のKFCガスオート、KTG工業のKTG アプローズなどと比較して部品点数が多く、造りが精緻である反面、組み立て手順が煩雑なためフィールドストリップにはある程度以上の習熟が必須である事も隠れた短所の一つでもあった。
フジオートと同様の弱点はブローニング・B-2000も抱えており、米国人の銃器研究者であるランディ・ウェイクマンは、弾倉の面では同じ欠点を有していながらも米国で大きな成功を収めたベレッタA300と比較して、B-2000は構造が複雑すぎた事を失敗の理由として挙げていた。ガスシリンダーが銃身のバレルリング側に存在する為にガスピストンの自己洗浄作用を有したベレッタA300と異なり、フジオートは管状弾倉をガスシリンダーとしてピストンを内蔵する構造であった為にピストンの自己洗浄作用を有する事は出来ず、正確な動作の為には使用の都度ピストンを分解して清掃する必要もあった。構造が複雑である事や頻繁な手入れが必要な点は、良くも悪くも猟銃をラフに扱う事が多い米国人には余り受け入れられない要素であった。
フジオートの長所である軽量さは逆に短所となる部分も存在しており、他メーカーの銃身と比較して明らかに短い薬室後部の機関部との差込み部分は、極度に強力な装弾を継続的に使用した場合の耐久性、全長が短くテーパーがきついフォーシングコーンは反動の大きさや散弾散開パターンの安定性の面でそれぞれ不利な要素を抱えていた。米国のガンスミス向け情報誌「アメリカン・ガンスミス」のライターであるマイケル・C・オルレンは、フジオートの銃身を評して「非常に品質や完成度が高い銃身だが、固定チョーク銃身はチョーク部分が非常に長い為、薄肉チョーク加工などを施す場合には必ず銃身を短く切り詰めねばならず、薬室から銃腔にかけての銃身外径の絞込みも非常にきつい角度のため、フォーシングコーンの延長加工にも限度があり、銃身加工による性能向上を狙いたい銃工はこうした短所に留意する必要があるだろう。」と評していた。
フジオートの大きな稼ぎ頭であったパーフェクトスキートも、度重なるスキート競技のルール改正で自動散弾銃に不利なダブル撃ちが増えてきた事や、当時の多くの自動散弾銃で少なからぬ回転不良のリスクを抱えていた24g装弾が公式競技弾として使われるようになった事から、1点の差を争う厳しい試合では自動散弾銃は不利な状況となっていき、次第に競技者からも敬遠されるようになっていった。
価格面でも、狩猟用の基本モデルであるスーパーオートが約30万円。最高級のオリンピアスキートで43万円前後の国内販売価格を付けていたが、輸入されていた自動散弾銃は多くが20万円を切る価格で販売されており、次第に国内市場でも販売が低迷するようになった。海外市場でもトルコやロシアなどの新興諸国の銃器メーカーの自動散弾銃が安価なOEM元として台頭するようになり、豊和M1500の様にOEM供給で生き残りを図る事も次第に難しくなっていった。
結局これらの複数の原因が重なった結果事業としての存続が厳しい状況となり、日本市場では90年代中頃までは販売されていたが、同時期に世界的にスチール装弾へ対応した銃身への転換が進められた際にモデルチェンジを行うことなくそのまま販売を終了。豊和の散弾銃事業からの撤退と同時にフジ精器の会社組織も整理解散され、フジブランドも消滅する事となった。
1980年代後期にはフジオートをベースに、レミントンM742に類似した箱弾倉方式の半自動式小銃や、延長弾倉が装着できないフジオートの欠点を解消すべく、レミントンM1100類似の円筒形ガスピストンに、フジオートで培われた可変式ガスピストンの概念を組み込んだ新型フジオートなどの技術開発も行われていたが、いずれも商品化されないまま終わった。
2010年代現在、豊和工業はフジオート各モデルの補修部品の供給のみを行っており、新規の散弾銃製造は行われていない。2006年末にS&W社はM1000販売中止以来撤退していた散弾銃市場に再参入し、S&W M1000シリーズガスオートを発売したが、これはトルコのATAアームズ社のOEM製品であり、名称が同一である事を除いてかつての豊和製のS&W M1000とは全く関連性が無い。2010年代には、豊和M1500の輸入事業を手掛ける米国のレガシィ・スポーツ・インターナショナル社が販売するLSI・エスコート半自動散弾銃が、一部の販社でホーワ-レガシィ・エスコートの名称で販売される例も散見されるが、この半自動散弾銃もトルコのハッサン・アームズの製品であり、フジオートとは全く関連性はない。
なお、識者の一部にはフジ スーパーオートとスプリングフィールドM14のガスピストンとの類似性を指摘する意見もあった。ファーイーストガンセールスの築地恵は「フジ スーパーオートのガスピストンはM14のぱくりであり、欠点もそのまま受け継がれている」と評していたが、その欠点が具体的に何であるのかまでは明言しなかった。なお、築地はフジオートの長所として「先台に予めガス抜きの穴が開けられている為、射撃の際ガス圧力で先台が割れるトラブルはM14同様起こらない」とも記述していた。
築地と同じ指摘はアメリカン・ライフルマン誌も行っているが、同誌は「S&W M1000は本質的にはM14やM60機関銃、或いはこの2種の軍用銃を参考に製作されたウィンチェスター M100と同様のショートストローク・浮動中空ピストン機構を用いていて、通常短時間で大きな衝撃力を発生させるガス圧駆動を長時間緩やかな圧縮力を発揮するように変換させている為、ガス圧駆動システム全体の耐久性の向上に寄与している事。S&W M1000の革新的な点は浮動中空ピストンの前方にガス圧力の変動を安定させる為のプレッシャー・コンペンセイター・バルブと呼ばれる樹脂を挟み込んだ円筒部品が組み込まれており、この樹脂がガス圧の変動によりばねのように圧縮される事で浮動中空ピストン部の内部容量を可変させ、より安定したガス圧駆動を実現している。」と概ね肯定的な評価を行っている。

## The All-Load Auto
1984年、豊和工業は米国S&W社向けに、フジオートの3インチマグナム装弾対応モデルであるM1000 スーパーの供給を開始した。M1000 スーパーは鋼鉄製の機関部と、3インチ薬室を持つ銃身を備えており、3インチマグナム装弾に対応していた。M1000 スーパー発売の1984年はS&W M1000輸出の最終年度であり、後に供給が行われたモスバーグでもM1000 スーパーは1986年と1987年の2年間しか販売されなかった為、現存数は一般のM1000と比べてもさほど多くはない。
しかし、S&W M1000 スーパーは『フィールド・アンド・ストリーム』誌が2007年に選出した「The 50 Best Shotguns Ever Made(今までに製造された散弾銃のベスト50)」では、1984年のたった1年しか販売されなかったにもかかわらず、45位という順位で「歴代最高の50挺」のうちの一つとして選出された。
豊和工業はM1000 スーパーの開発に当たり、従来の2 3/4インチ(2.75インチ)薬室銃身を持つモデルで用いられていた、樹脂製ばねを持つプレッシャー・コンペンセイター・バルブの設計を改め、ばね機構にコイルばねを採用して従来よりも浮動中空ピストン部の内部容量をより積極的に可変させる構造を開発、先台を固定するエンドキャップもプレッシャー・コンペンセイター・バルブの積極的な伸縮に対応して、4つの通気孔が設けられた専用品が用いられる事になった。
その結果、M1000 スーパーはレミントンM1100やベレッタA300、イサカ-SKB M1300などの競合他社の3インチマグナム装弾対応モデルのどれもが成し遂げられなかった「3インチのフルマグナム装弾から2 3/4インチの軽装弾まで、銃身の交換やガスポートの調整を含む一切の手を加えずに機関部が回転する」という命題を達成、この事績は米国の散弾銃史上初のものであった。M1000 スーパーは、ブローニング・オート5を始め、数多くの「オートローダー」(Auto-Loader、半自動式散弾銃の意)をレビューしてきた選者のフィル・バージャイリーをして、「全ての装弾で作動する散弾銃」を意味するオールロード・オート(All-Load Auto)と言わしめた。
なお、他社の半自動式散弾銃でM1000 スーパーに相当する機能性を達成したのは、レミントン・アームズでは1987年のレミントンM11-87、ブローニング・アームズ(FNハースタル)では1990年のブローニング・A-500G、ピエトロ・ベレッタでは1992年のベレッタAL390、国産のミロクでは1994年のブローニング・ゴールド、SKB工業では1999年にウェザビーに供給したウェザビー・SASの登場以降である。

## 派生モデル
フジ スーパーオート M2000
最初に登場した基本モデル。ごく初期のものは4発弾倉だが、ほどなく3発に装填数が制限された。レシーバーには狩猟風景を描いた白磨きの彫刻が施されていたが、無彫刻モデルも存在した。
フジ パーフェクトスキート M2000
昭和48年登場のスキート競技専用モデル。スキートに適したベントの銃床と引金重さを調整された機関部、スーパーオートよりふっくらした形状の専用先台、大口径マズルブレーキ付き銃身を装備。先台先端には可変バランスウエイトを装備して射手に合わせた重量調整が行えるようになっていた。レシーバーにはあまり彫刻は行われておらず、全面が黒染めされていた。
フジ スーパーオート M2300
1980年代初頭に銃刀法改正により自動銃の弾倉装填数が2発に制限された際に、スーパーオートM2000をマイナーチェンジする形で登場した基本モデル。管状弾倉と先台を短縮する形で装填数の減少が行われた為、先台のチェッカリングパターンや造形も変更されており、替え銃身の互換性も無くなっている。内装式の交換チョーク銃身が新たに設定され、ブローニング・アームズのインベクター・チョークと互換性があった。
フジ パーフェクトスキート M2300 "オリンピア"
通称オリンピアスキート。スーパーオートM2300と同時期に追加されたパーフェクトスキートの最高級モデルで、概要は通常のパーフェクトスキートとほぼ同じであるが、唐草模様がレシーバーに多数刻印され、銃床もより綺麗な木目の物を選定して装備していた。スーパーオートM2300と同様に弾倉と先台の短縮が行われているが、先台のチェッカリングパターンや造形自体はパーフェクトスキートM2000とほとんど変わりが無く、パーフェクトスキートM2000との外見上の明確な相違点は、銃身のリブがマズルブレーキ型スキートチョークの上まで被さっているか否かである。
フジ スーパー12
90年代初頭に登場したフジオート最後のモデル。3インチマグナム装弾に対応した鋼鉄製レシーバーと、交換チョーク銃身を装備していた。しかし、その後狩猟界で対応が義務付けられる事となったスチール散弾には対応していない。元々は後述のS&W M1000に設定されていた3インチマグナム装弾対応モデル、S&W M1000 Superの12番口径である、M1000スーパー12を国内向けに販売したもの。

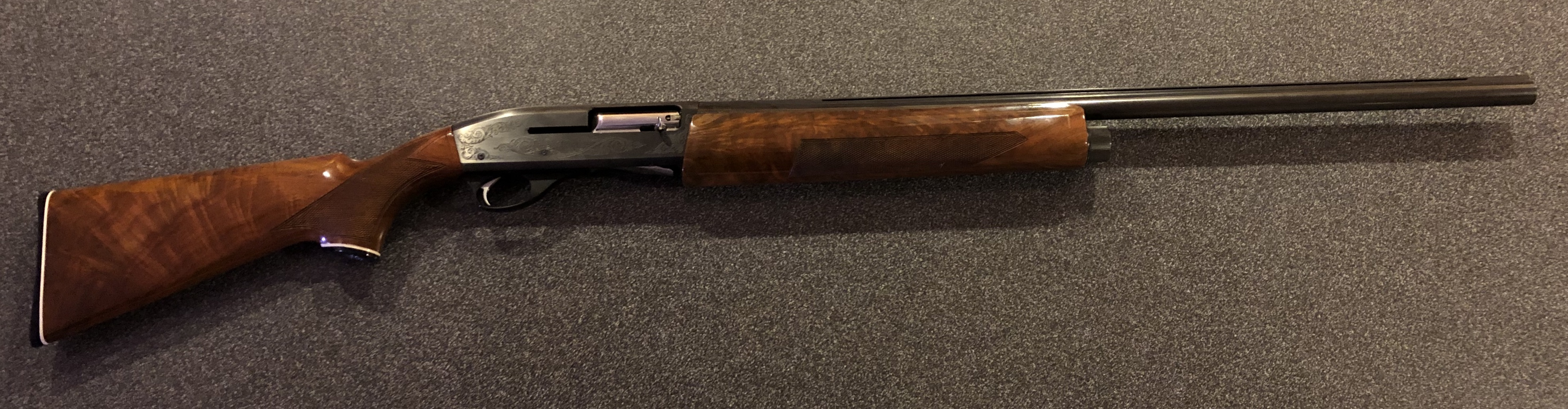
S&W・M1000

S&W M1000 1973年から1985年に掛けて輸出された、スーパーオートM2000の北米版。スーパーオートM2000との外見上の違いは、銃床のグリップ部分に特徴的な三角形の意匠が刻まれておらず、グリップエンドやバットプレートのFSAラウンデルがS&Wの社章に変更されている事である。マグナム装弾対応のM1000スーパーが設定されており、日本国内では販売されなかった20番モデルもM1000スーパー20として販売されていた。
S&W M3000 
S&W M916の後継モデルとして、1979年から1986年に掛けて米国市場に投入されたポンプアクション式散弾銃。フジオート(S&W M1000)をベースにしたもので、樹脂製銃床やピストルグリップ、折り畳み銃床などを装備したポリスモデルも存在した。モスバーグにもM3000の名称で供給されていた。

## 中古市場
フジオートは70年代から80年代に掛けて国内市場で多数のセールスを記録した為、スーパーオート、パーフェクトスキート共に2018年現在でも中古品が比較的多く出回っている。豊和工業での修理や部品供給も一部を除いて継続されており、維持修理は比較的楽な部類に入るが、廃銃などから替え銃身等の部品取りを行う場合は弾倉数により先台や銃身に互換性が無い事に留意する必要がある。
また、ガスピストン部にピストン・ショックアブソーバーというゴム部品が入っており、この部分が劣化してガス漏れによる回転不良が起きる個体もある事から、中古品を購入した際には最初に交換しておく事が望ましい。このゴム部品は油分が付くと発射ガスの熱が伝達して溶解し、ガスピストンを固着させる恐れがある事から、整備の際にガスピストンへ直接大量に注油する事は禁忌である。また、ピストンショックアブソーバーは経年劣化で弾力を失うと、ガスピストンのノックピンが管状弾倉の切り溝に直接打撃を与えるようになってしまい、管状弾倉を変形させて遊底やアクションバーの分解が出来なくなってしまう重大なトラブルも発生する為、定期的な点検が必要である。
ガスピストンの前方、管状弾倉の先端に取り付けられているプレッシャー・コンペンセイター・バルブには樹脂製のばねが挟み込まれているが、発射ガスによる汚れが過度に堆積すると樹脂製ばねの正常な伸縮とガス圧制御が行えなくなり、特に3インチマグナム装弾対応モデルにおいて発射の反動が過大になる結果を招く他、経年劣化により射撃時のガス圧力で樹脂製ばねが砕け散ってしまい、正常な動作が行えなくなるトラブルも報告されており、新品交換以外の手法としてオーナー自らがDIY補修を行っている事例も存在している。なお、プレッシャー・コンペンセイター・バルブも、前期の4及び3発弾倉モデルと後期の2発弾倉モデルでバルブの全長に違いがあるため、樹脂製ばねの破損が起きた場合に相互転用が行えない問題が存在している。
その他、回転不良を起こしている個体の中にはガスピストンを上下逆に組んでしまっている事例も存在する為、分解整備の際にはガスピストンのガス穴と管状弾倉側のガス穴が必ず一致するように組み付ける旨注意が必要である。